# Crocus kerndorffiorum
Crocus kerndorffiorum är en irisväxtart som beskrevs av Pasche. Crocus kerndorffiorum ingår i släktet krokusar, och familjen irisväxter.
Artens utbredningsområde är Turkiet. Inga underarter finns listade i Catalogue of Life.